# Arhopala ophiala
Arhopala ophiala är en fjärilsart som beskrevs av Corbet 1941. Arhopala ophiala ingår i släktet Arhopala och familjen juvelvingar. Inga underarter finns listade i Catalogue of Life.